# Zobbenitz
Zobbenitz ist ein Ortsteil der Gemeinde Calvörde im Landkreis Börde in Sachsen-Anhalt.

## Geografie
Zobbenitz liegt ca. fünf Kilometer vom Flecken Calvörde entfernt. Im Norden verläuft die Wanneweh, ein Nebenfluss der Ohre, auch im Norden befinden sich die Salchauer Wiesen und der Honigberg. Südwestlich des Ortes liegt die Zobbenitzer Pax. Sie ist Bestandteil des Naturschutzgebiets Klüdener Pax-Wanneweh. Die Landschaft um Zobbenitz ist nach der naturräumlichen Gliederung ein Bestandteil der Altmarkplatten.

## Geschichte

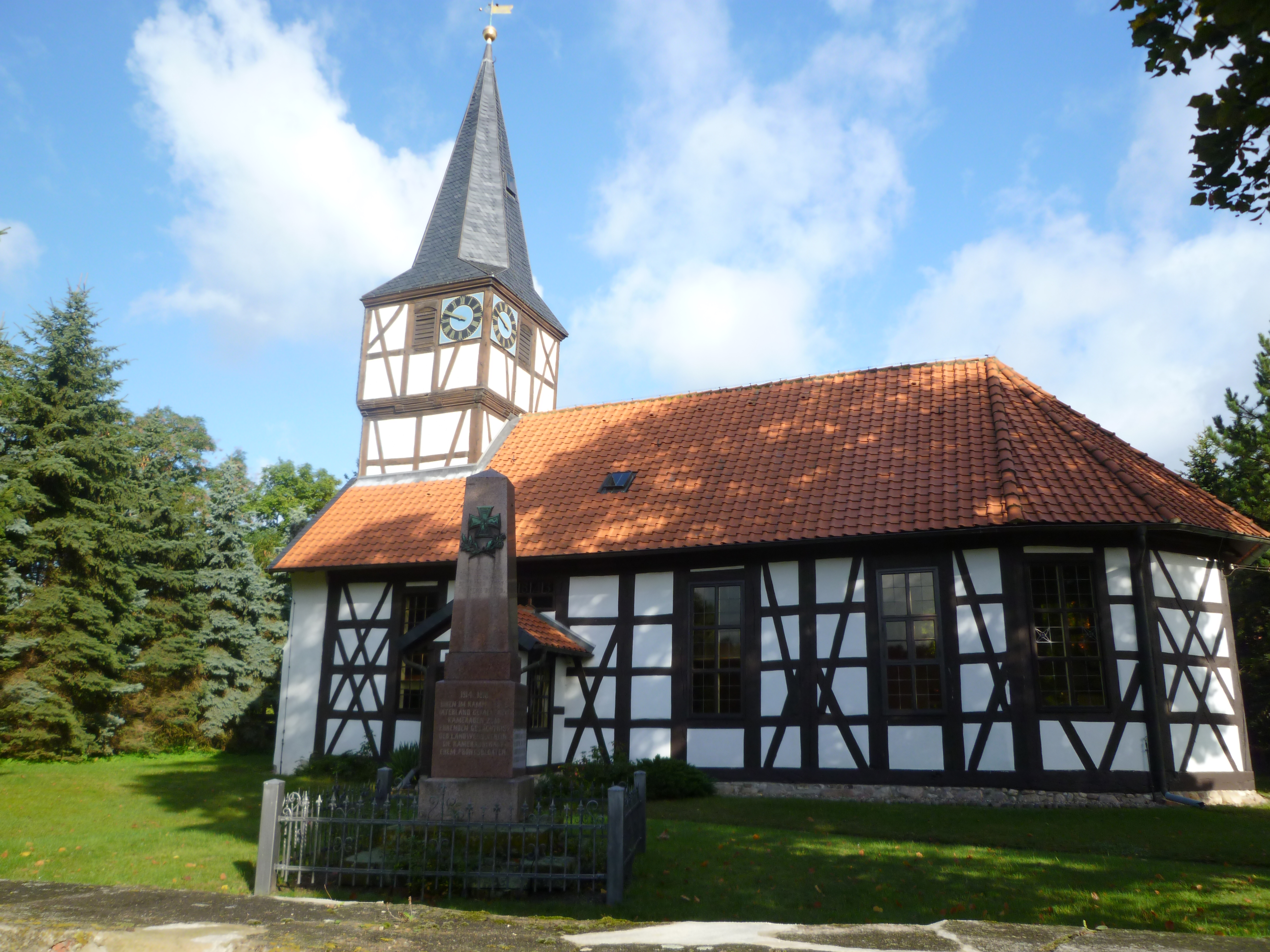
Dorfkirche in Zobbenitz

Zobbenitz wird im Jahre 1347 erstmals als Czobeniz urkundlich erwähnt (1472 Sobbenize, 1539 Sebenitze). Es ist wendischen Ursprungs und in Hufeisenform angelegt. Dieses ist auch heute noch ersichtlich. Historisch ist Zobbenitz mit dem Flecken Calvörde verbunden, als Exklave des Fürstentums Braunschweig-Wolfenbüttel. Das Dorf gehörte zum ehemaligen Halbgericht, ein Gebiet das vom Erzstift Magdeburg und dem Haus Braunschweig jeweils zur Hälfte beansprucht wurde.
Zobbenitz kam nach mehreren Besitzern im Jahre 1571 an das Amt Calvörde, nachdem Calvörde von Herzog Julius von Braunschweig eingelöst und mit dem Halbgericht (mit Zobbenitz, Uthmöden, Dorst und Born) vereinigt wurde. Das Amt bestand bis 1945.
Zobbenitz überlebte zwei Großbrände und wurde im Dreißigjährigen Krieg fast völlig zerstört, ist aber heute sehenswerter denn je. 1672 wurde die heutige unter Denkmalschutz stehende Kirche im Fachwerkstil erbaut. Sie ist das Kleinod des Ortes und in dieser Region wohl einmalig. In den vergangenen Jahren wurde sie vom Fundament bis zur Turmspitze einschließlich der Orgel saniert. 1707 kam Zobbenitz durch den Recess zur Braunschweigischen Exklave Calvörde. Hofstellenbestand des Dorfes im 18. Jahrhundert: 15 Ackerleute, 2 Großköter, 4 Kleinköter und 2 Brinksitzer auf 17–18 Hufen und einer Schulzendoppelhufe.
1864 wurde durch die Separation die Feldmark neu aufgeteilt, einerseits um Moore zu entwässern, andererseits, weil die landwirtschaftliche Nutzfläche von Zobbenitz bis kurz vor Born reichte. 1902 wurde hier eine Molkerei erbaut. 1911 bestand bereits eine Anbindung an die Kleinbahnlinie Neuhaldensleben-Gardelegen. Diese wurde 1951 stillgelegt. Bis 1945 gehörte Zobbenitz zum
 Landkreis Helmstedt, danach zum Landkreis Gardelegen bis zur Zuordnung zum Kreis Haldensleben im Jahre 1950.
Am 1. Januar 2010 schlossen sich die bis dahin selbstständigen Gemeinden Zobbenitz, Berenbrock (mit Elsebeck und Lössewitz), Dorst, Grauingen, Klüden, Mannhausen, Velsdorf und Wegenstedt mit dem Flecken Calvörde zur neuen Gemeinde Calvörde zusammen.

### Historische Flurnamen
Innerhalb der Gemarkung von Zobbenitz gibt es eine Vielzahl von überlieferten Flurnamen, wie zum Beispiel: Vor dem Salau, In den langen Stücken, Honigberg, Spring, Pritge, Schmale Masche, Neuenstieg, Rühmling, Dahn, Paperlaucke, Rantenstiegpla, Torfstich, Pax, Feißlein, Vor den Lauke, Heistorf, Im Hagen, Im Damm, Körtling, Kreuz.

## Wappen
Das Wappen wurde am 19. Juni 1996 durch das Regierungspräsidium Magdeburg genehmigt.
Blasonierung: „In Blau auf goldenem Schildfuß ein schreitendes goldenes Pferd mit schwarzer Mähne, Hufen und Schweif.“

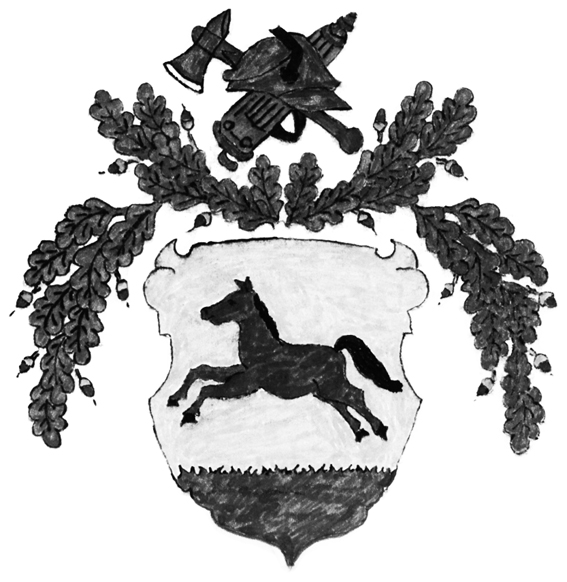
Im Gebrauch gewesene alte wappenähnliche Darstellung der Gemeinde Zobbenitz

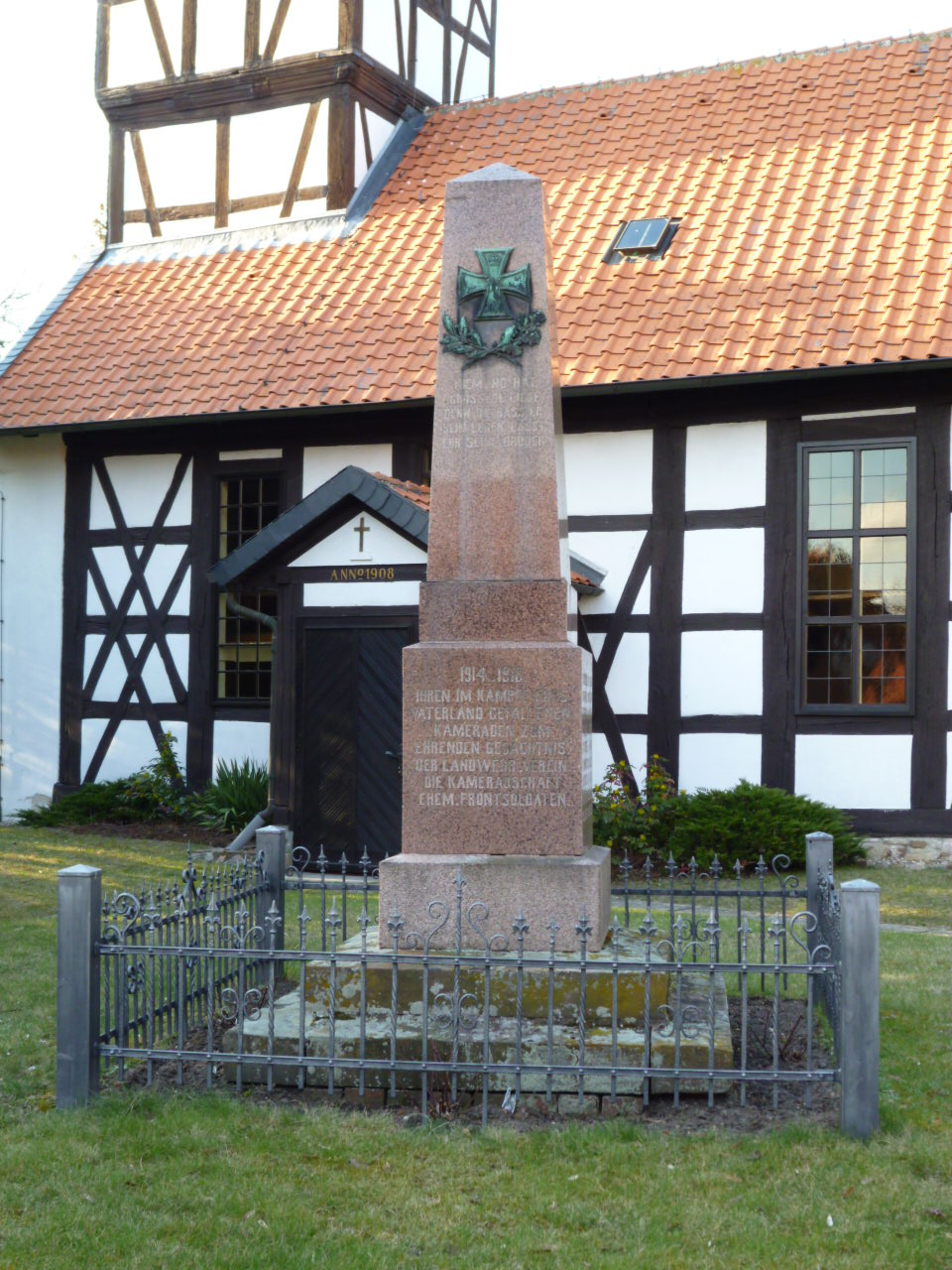
Kriegerdenkmal

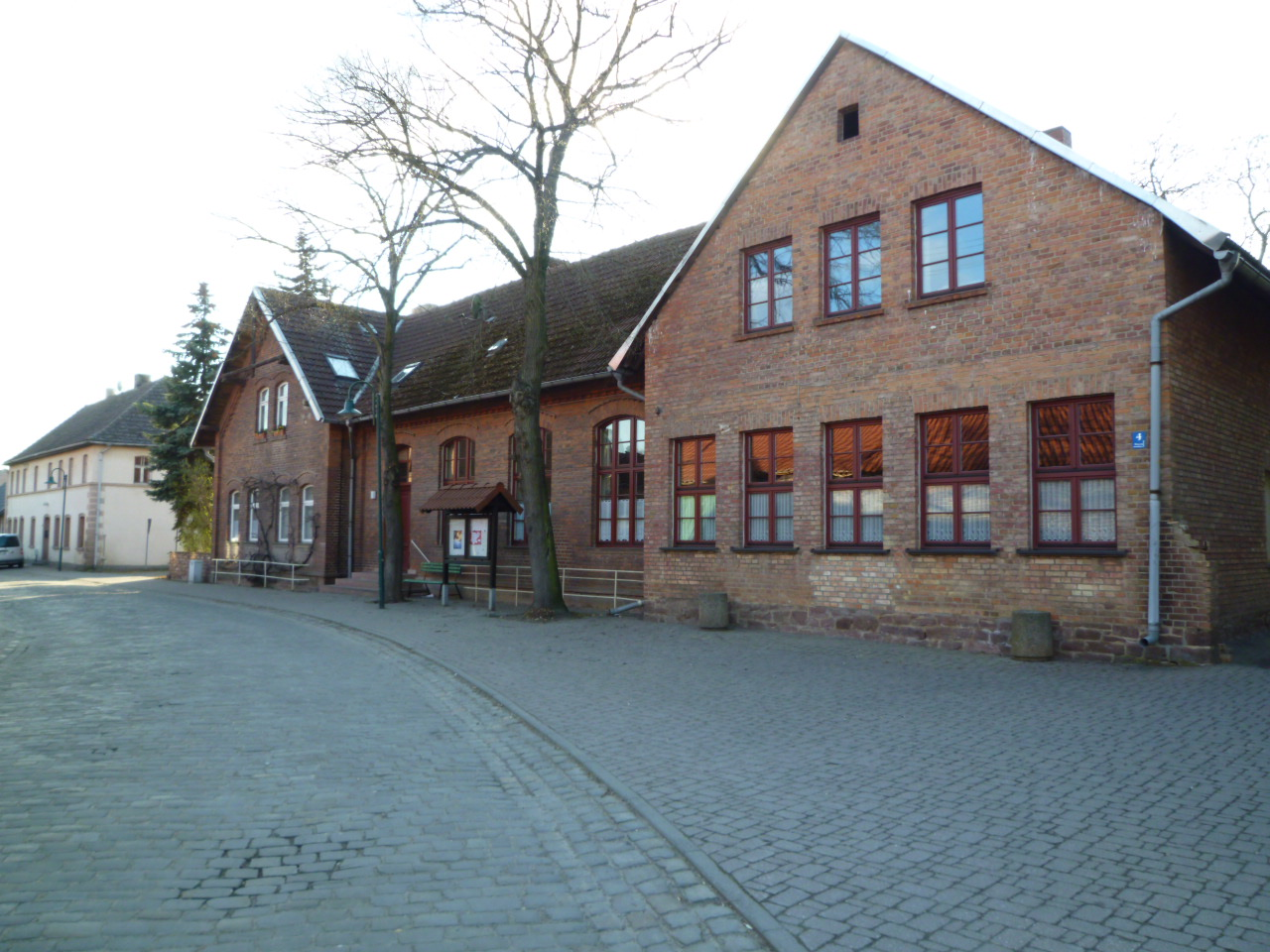
Schulhaus

Die Gestaltung eines Wappens für die Gemeinde Zobbenitz wurde vom Gemeinderat im Juni 1995 an den Magdeburger Kommunalheraldiker Jörg Mantzsch in Auftrag gegeben, um im Siegel, auf der Flagge und im sonstigen Gebrauch ein den Regeln der Heraldik entsprechendes und offiziell genehmigtes Wappen als Hoheitszeichen und Symbol kommunaler Identität zu führen. Das bisher von der Gemeinde in Gewohnheitsrecht gebrauchte Wappen, das ein Pferd zeigte, war nicht genehmigungsfähig. Es war jedoch Wunsch und Beschluss der Gemeinde, ein Pferd in den braunschweigischen Farben zu führen. Dazu ist festzustellen, dass die Farben des Herzogtums Braunschweig seit dem Spätmittelalter aufgrund von Erbteilung mehrfach wechselten. Trug der Schild des Hauses Braunschweig ursprünglich einen goldenen Löwen in rotem Feld, tauchte bald darauf ein blauer Löwe in goldenem Feld auf. Das Herzoghaus trug auch einen viergeteilten Schild, der je zwei der o. g. Wappenbilder wechselseitig zeigte. Die Frage, vor der der Heraldiker Mantzsch stand, war also: Sollen die Wappenfarben Gold-Rot oder Blau-Gold sein? Da Zobbenitz zum Herzogtum Braunschweig zählte (nicht Braunschweig-Lüneburg), wurden die Tinkturen Blau und Gold gewählt.

## Wirtschaft und Infrastruktur

### Verkehr
Zur Bundesstraße 71, die Magdeburg mit Bremen verbindet, sind es in östlicher Richtung ca. 9 km. Außerdem ist der Ort durch mehrere Kreisstraßen angeschlossen.

### Kindertageseinrichtungen
Mitten im Ort befindet sich eine kommunale Kindertagesstätte, sie trägt den Namen „Eichkätzchen“.

## Kultur und Sehenswürdigkeiten

### Bauwerke
- St.-Anna-Kirche
- Schulhaus Zobbenitz

### Sehenswürdigkeiten
- Wegweiser bei Zobbenitz
- Kriegerdenkmal für die Gefallenen des Ersten Weltkriegs

#### Zobbenitzer Anger
Der großflächige Anger von Zobbenitz ist im Süden winkelförmig abgeknickt und geprägt von breiten, baumumstandenen Rasenflächen in der Mitte sowie mit den flankierenden Fahrweg und der seitlichen lockeren Straßenbebauung mit ihren Vorgärten und Grünbereichen. Er wurde im fortgeschrittenen 19. Jh. mit zeitgleicher städtische Historismus-Architektur (einzelne Bauten des frühen 20. Jh. oder der Zeit um 1800 in Fachwerkbauweise) errichtet. Die Häuser mit den Nummern 6, 8–23 und 60 der Dorfstraße am Anger, stehen ebenso unter Denkmalschutz.